# Orkest Koninklijke Marechaussee
Het Orkest Koninklijke Marechaussee (O-KMar) is een van de acht militaire orkesten binnen de Nederlandse krijgsmacht. Het orkest is, in tegenstelling tot de meeste andere militaire orkesten in de wereld, geen harmonie- maar een fanfareorkest.

## Beschrijving
Het orkest bestaat uit 50 professionele musici en wordt tijdens diverse militaire diensten aangevuld met een tamboergroep bestaande uit reguliere marechaussees. Het levert bij al zijn optredens muziek op maat, waarbij er wordt gekeken naar het doel van het optreden en de samenstelling van het publiek. Naast inzetten van het voltallige orkest wordt er regelmatig een beroep gedaan op ensembles zoals het saxofoonkwartet, het koperkwintet, de bigband en het populaire combo. Tevens verzorgen tamboers en hoornblazers klein militair ceremonieel en begrafenissen.
Het orkest draagt de tradities, normen en waarden uit van het bereden Wapen der Koninklijke Marechaussee. Het orkest is gelegerd in Apeldoorn op het Opleidings-, Trainings- en Kenniscentrum Koninklijke Marechaussee (OTC-KMar) en staat onder leiding van dirigent kapitein Ido Gerard Kempenaar. Commandant/Zakelijk leider van het orkest is kapitein Johan Verweel.

## Geschiedenis
Het orkest werd opgericht als drumband op 12 april 1950. De instrumentale bezetting bestond toen uit trommels en signaaltrompetten. Deze werden door burgers van de gemeente Apeldoorn geschonken. In 1954 werd de naam veranderd in "Tamboerkorps". Dit werd echter in 1982 weer ongedaan gemaakt toen overgeschakeld werd naar een drumfanfarebezetting. De nieuwe naam werd Trompetterkorps Koninklijke Marechaussee. Van 1992 tot 2001 speelde het Trompetterkorps Koninklijke Marechaussee (TkKMar) als brassband. In 2005 werden saxofoons aan het instrumentarium toegevoegd, waardoor een fanfarebezetting ontstond. Op 9 januari 2019 werd de naam van het orkest gewijzigd in Orkest Koninklijke Marechaussee.

## Muzikale leiding
- 1950: wachtmeester A. Boer
- 1974: trompetter korporaal C. Braafhart
- 1977: opperwachtmeester A.J. Mikuska
- 1991: opperwachtmeester J. Pesch
- 1992: kapitein S. Kleinjan
- 2006: kapitein E. Janssen
- 2017: kapitein P. Kleine Schaars
- 2024: kapitein I.G. Kempenaar